# Resolució 2248 del Consell de Seguretat de les Nacions Unides
La Resolució 2248 del Consell de Seguretat de les Nacions Unides fou adoptada per unanimitat el 12 de novembre de 2015. El Consell va condemnar l'increment de la violència a Burundi i demanava tant al govern com a l'oposició burundesa que iniciessin un diàleg, considerant l'adopció de "mesures addicionals" si la situació al país escapava del control.

## Contingut
El Consell era molt preocupat per l'escalada de la violència a Burundi, l'enfonsament polític i la manca de diàleg entre el govern i l'oposició. Hi havia assassinats diaris amb impunitat, s'havia reduït la llibertat de premsa i s'havia agreujat la situació humanitària. Les crides a l'odi i la violència contra un o altre grup de població van ser durament condemnades. Existia la possibilitat que tot el que s'havia aconseguit amb l'Acord d'Arusha, que havia posat fi a la guerra civil, es perdés de nou.
Calia iniciar un diàleg al més aviat possible entre les parts. El president Yoweri Museveni d'Uganda va intervenir en representació de la Comunitat de l'Àfrica Oriental i amb el suport de la Unió Africana. Aquesta última també havia imposat sancions contra qui mantingués la violència. El Consell de Seguretat va demanar que s'abstinguessin de la violència i cooperessin amb el mediador en un diàleg. Es va demanar al Secretari General que mantingués informat al Consell sobre la situació. Si la situació empitjorava, es considerarien altres mesures.